# Rusty trombone

Illustrazione di un rusty trombone

Il rusty trombone è una variante di anilingus in cui un uomo sta in piedi ricevendo al contempo una masturbazione al pene, con i piedi e le gambe leggermente aperti, mentre il partner tipicamente si inginocchia dietro l'uomo ed esegue un anilingus arrivando fin dietro i testicoli, e masturbandolo, imitando così i movimenti usuali di quando si suona un trombone. 
L'atto è definito principalmente dall'orientamento fisico delle parti e dalla combinazione dell’anilingus con la stimolazione sessuale manuale; tuttavia, sono possibili altre posizioni e variazioni della pratica.